# After Virtue
After Virtue ("Depois da Virtude") é um livro sobre filosofia moral, escrito por Alasdair MacIntyre. "After Virtue" em inglês pode ter um duplo significado: depois da virtude ou perseguindo a virtude, mas o título do livro foi traduzido no Brasil como "Depois da Virtude".
Na obra, MacIntyre oferece uma visão desacreditada sobre o estado do discurso moral moderno, considerando que ele fracassa em ser racional e, ao mesmo tempo, não é capaz de admitir-se irracional. Ele sustenta que formas mais antigas de discurso moral estavam em melhor estado, e destaca, especialmente, a filosofia moral de Aristóteles como exemplar. After Virtue está entre os mais importantes textos no contexto do reavivamento recente da ética das virtudes.

## Sumário
MacIntyre sustenta que After Virtue tem sete principais argumentos. O livro inicia com uma alegoria sugestiva da premissa do romance de ficção científica "Um cântico para Leibowitz": um mundo em que todas as ciências se desmantelaram rápida e totalmente. MacIntyre pergunta como as ciências se pareceriam se fossem remontadas das reminiscências do conhecimento científico que sobreviveu à catástrofe e sustenta que as novas ciências, embora similares às antigas na superfície, seriam, na verdade, desprovidas de conteúdo científico real, porque as principais suposições e atitudes já não estariam presentes. O autor declara que a sua hipótese é, justamente, que, no mundo atual, a linguagem da moralidade está no mesmo estado de desordem do que a linguagem da ciência natural no mundo imaginário que descreveu. Especificamente, o autor aplica essa hipótese para elaborar a noção de que estruturas morais que emergiram do Iluminismo eram filosoficamente condenadas desde o começo, já que se formaram usando a supramencionada incoerência da linguagem da moralidade. MacIntyre sustenta que este fracasso envolve o trabalho de muitos filósofos morais do Iluminismo e pós-iluminismo, inclusive Kierkegaard, Marx, Kant e Hume. Esses filósofos, segundo o autor, fracassam por causa de determinadas características compartilhadas derivadas de seu contexto social altamente específico. Esse contexto é o abandono pelo Iluminismo do aristotelismo e, em particular, do conceito aristotélico de teleologia. A ética antiga e medieval, para o autor, repousaria completamente na ideia teleológica de que a vida humana tem um determinado fim ou caráter e que os seres humanos não podem atingir essa finalidade natural sem uma preparação. A ciência renascentista rejeitou a física teleológica de Aristóteles como uma explicação desnecessária e incorreta, o que levou a filosofia do Renascimento a rejeitar, similarmente, a ética de Aristóteles. Mas, desprovida da teleologia, a ética, como um corpo de conhecimento, foi expurgada de seu conteúdo central e apenas restou essencialmente como uma lista vocabular com poucas definições e nenhum contexto. Com uma estrutura tão incompleta sobre a qual fundamentar a compreensão moral, os filósofos do Iluminismo e seus sucessores já estavam condenados a fracassar desde o começo.
MacIntyre ilustra esse ponto através de um exemplo de pessoas que teriam experimentado uma incoerência similar em sua própria tradição moral e ética: a população da Polinésia do Pacífico Sul e seus tabus. O rei Kamehameha II removeu os tabus das pessoas para modernizar a sociedade e encontrou pouca - ou nenhuma - resistência. Os polinésios não tiveram problema em abandonar suas traduções culturais que vinham de longa data e MacIntyre argumenta que isso ocorreu porque os tabus, embora significativos para os habitantes daquelas ilhas, foram tolhidos pelos séculos de seu propósito espiritual e didático subjacentes, tendo-se tornado um conjunto de proibições arbitrárias. O fato de Kamehameha II ter conseguido aboli-los tão facilmente e sem oposição seria uma evidência, de acordo com MacIntyre, de sua incoerência. Uma incoerência similar, ele sustenta, atormenta o projeto ético desde o Iluminismo.
Outra razão que MacIntyre dá para a natureza já condenada do Iluminismo é o fato de que ele atribuiu gerenciamento moral ao indivíduo. Ele sustenta que isso fez com que a moralidade passasse a ser vista como nada além da opinião de um homem e, portanto, a filosofia tornou-se um fórum de princípios e regras inexplicavelmente subjetivos. O fracasso do projeto Iluminista, por causa do abandono de uma estrutura teleológica, mostrar-se-ia pela inadequação do emotivismo moral, que MacIntyre acredita refletir precisamente o estado da moralidade moderna.
O autor oferece uma crítica forte a Friedrich Nietzsche, a quem chama de "Rei Kamehameha II da tradição europeia", em referência à alegoria polinésia. Embora ele discorde da visão não igualitária e elitista da humanidade proposta por Nietzsche, ele reconheceu a validade da crítica do autor alemão à moralidade do Iluminismo como uma explicação da degeneração para o emotivismo, e que, como Kamehameha II, Nietzsche identificou os imperativos morais de seu tempo como arbitrários e incoerentes, ao demandar a sua abolição.
O crítico do século XIX que influenciou mais largamente MacIntyre, no entanto, foi Marx - de fato, After Virtue originou-se nos planos de MacIntyre de escrever um livro consertando às fraquezas morais do marxismo. Sua crítica ao capitalismo e à ideologia liberal e o Estado burocrático (incluindo o que, em "After Virtue" ele condenou como capitalismo de Estado da URSS) não é expressa em termos marxistas tradicionais. Ao contrário, é escrito como uma defesa de "práticas" sociais ordinárias e o "bem interno às práticas". A sua busca ajuda a dar à narrativa estrutura e inteligibilidade às nossas vidas, mas esses bens devem ser defendidos contra a sua corrupção pelas "instituições", que buscam "bens externos" tais como dinheiro, poder e status (capítulos 14-15).
MacIntyre procura encontrar uma alternativa à filosofia de Nietzsche e, finalmente, conclui que somente o pensamento aristotélico clássico pode aspirar a salvar a humanidade ocidental. Enquanto Nietzsche parece incluir a ética e a política aristotélicas em seus ataques à "dissimulação degenerada da vontade de poder", MacIntyre sustenta que isso não pode ser feito por causa de importantes diferenças entre a estrutura e as hipóteses da filosofia aristotélica e pós-iluminista. Esses incluem:
- A hipótese de Aristóteles segundo a qual o homem é o que é e que isso é distinto do homem-tal-como-deveria-ser. O Iluminismo, de outro lado, não oferece qualquer quadro metafísico que tome o lugar da teleologia.

- A tese de Aristóteles de que as regras são baseadas nas virtudes, que são derivadas de uma compreensão do "telos". O Iluminismo reverteu isto e predicou as virtudes de uma compreensão de princípios subjetivos  (mas que se apresenta como universal).

- A afirmação de Aristóteles de que virtude e moralidade são partes integrantes da sociedade, já que uma compreensão do telos deve ser social e não individual. No Iluminismo, no entanto, as sociedades perderam sua autoridade moral e o indivíduo tornou-se o intérprete fundamental das questões morais[3].

MacIntyre opõe-se ao retorno de Nietzsche à ética aristocrática da Grécia homérica com a abordagem teleológica à ética explorada por Aristóteles. A crítica de Nietzsche à teoria moral do Iluminismo não funciona contra uma ética teleológica. Para MacIntyre, Nietzsche substitui as ficções do individualismo iluminista com uma porção de ficções individualistas próprias. O übermensch nietzschiano, sua solução para as mentiras do Iluminismo, expõe o fracasso do projeto epistemológico do Iluminismo e da sua busca de uma moralidade universal. Nietzsche negligencia o papel da sociedade na formação e compreensão da tradição e moralidade e o grande homem teorizado por ele não pode entrar em relações mediados pelo apelo a padrões, bens ou virtudes compartilhados; ele é a sua única autoridade moral e sua relação com os outros tem de ser exercícios dessa autoridade. Isto condena ao solipsismo moral, que constitui a grandeza de Nietzsche.
O livro termina colocando a questão "Nietzsche ou Aristóteles?", embora MacIntyre reconheça que o livro não dê base suficiente para uma resposta definitiva que é Aristóteles, não Nietzsche, que é a melhor solução para os problemas que diagnosticou. Os fundamentos são desenvolvidos nas obras subsequentes de MacIntyre, em que ele elabora uma revisão sofisticada da tradição filosófica do aristotelismo.
No fim, no entanto, MacIntyre nos diz que nós estamos esperando não por Godot, mas por São Bento. MacIntyre atribui uma forte crítica à filosofia política individualista, tal como a proposta por Uma Teoria da Justiça de John Rawls e "Anarquia, Estado e Utopia" de Robert Nozick. Para MacIntyre, a moral e as virtudes só podem ser compreendidas através de sua relação com a comunidade de que elas vêm. Enquanto Rawls nos diz para conceber a justiça através de uma abstração de nós mesmos de onde estamos (através do véu da ignorância, por exemplo), MacIntyre discorda. A crença de que para compreender quem somos devemos entender de onde viemos permeia After Virtue.

## Recepção
George Scialabba descreve After Virtue como sendo uma forte crítica à modernidade, mas alega que MacIntyre "falhou" na conclusão do argumento, quando esboçou as características de que a vida virtuosa deve ser como nas condições da modernidade. Em particular, Scialabba opôs-se àa afirmação de MacIntyre que a vida boa para os seres humanos consiste em contemplar a boa vida para os seres humanos; Scialabba achou este trecho insuficiente e decepcionante. Scialabba também argumentou que, embora ele tenha apreciado a insistência de MacIntyre sobre a participação na vida da comunidade como a melhor defesa contra os perigos da modernidade, essa insistência não se justificava com qualquer discussão de como a vida da comunidade pode ser conciliada com o espírito crítico que Scialabba entende ser uma das grandes conquistas da modernidade e do empreendimento filosófico.
Em uma review para Political Theory, William E. Connolly argumenta que MacIntyre vê Nietzsche como "o adversário a ser derrotado, mas a voz de Nietzsche não é ouvida com clareza". Connolly objeta que a defesa da virtude de MacIntyre não leva em conta a crítica de Nietzsche; MacIntyre também fracassa em construir uma abordagem do telos que não se sustente na biologia - o que ele próprio queria evitar. Tal teoria não leva em conta o fato que nós nos constituímos também em um corpo. 
Anthony Ellis, no periódico Philosophy, argumentou que o projeto filosófico positivo de MacIntyre não é explicado, assim como poderia ter sido: é "de opacidade assustadora, embora tentadoramente interessante". Ellis também afirma que a discussão de Rawls e Nozick em After Virtue "é ligeira e assertiva".
Em Review of Metaphysics, Christos Evangeliou disse que se o leitor "esperava encontrar concretamente neste livro como uma tradição aristotélica revivida deve funcionar para moldar ética e racionalmente o mundo moderno que se apresenta irracional e desordenado", ele "pode ficar um pouco desapontado em suas expectativas". 

Francis Wheen incluiu uma breve crítica ao After Virtue em seu próprio livro How Mumbo-Jumbo Conquered the World. O impulso do livro de Wheen era uma defesa dos princípios do Iluminismo contra várias vertentes de irracionalismo, e que Wheen identifica  After Virtue  e MacIntyre como constituintes da tal vertente. Alguns críticos identificaram a depreciação de Wheen como um dos poucos problemas de seu Mumbo-Jumbo. Enquanto MacIntyre é certamente um crítico feroz do Iluminismo, Wheen recusou-se a se engajar na discussão do autor, mas rejeitou sua obra sob o fundamento de que qualquer objeção ao Iluminismo deveria ser qualificada como uma hipótese "mumbo-jumbo", isto é, absurda, sem sentido. 